# Mauerer Wald
Mauerer Wald är en skog i Österrike.   Den ligger i förbundslandet Wien, i den östra delen av landet, 11 km sydväst om huvudstaden Wien.
I omgivningarna runt Mauerer Wald växer i huvudsak blandskog. Runt Mauerer Wald är det mycket tätbefolkat, med 3 134 invånare per kvadratkilometer.